# Partido Socialdemócrata Bielorruso (Asamblea)
El Partido Socialdemócrata Bielorruso (Asamblea) (en bielorruso: Беларуская сацыял-дэмакратычная партыя (Грамада), en ruso: Белорусская социал-демократическая партия (Громада), romanizado: Belarusskaya Social-Demokraticheskaya Partiya (Hromada)) es un partido político socialdemócrata bielorruso que se opone al gobierno del presidente Aleksandr Lukashenko. Se encuentra ilegalizado desde 2023.
El partido fue fundado en 2005 después de la división dentro del Partido Socialdemócrata de Bielorrusia. Se considera el sucesor de la histórica Asamblea Socialista de Bielorrusia fundada en 1902. Alaksandar Kazulin, exrector de la Universidad Estatal de Bielorrusia, se convirtió en el primer líder del nuevo partido.
En las elecciones legislativas del 13 al 17 de octubre de 2004, el partido obtuvo un escaño en la Cámara de Representantes de Bielorrusia. Estas elecciones no cumplieron significativamente con los compromisos de la OSCE, según su Misión de Observación Electoral. Su candidato en las elecciones presidenciales de 2006, Alaksandar Kazulin, ganó el 2,3% de los votos. En las siguientes elecciones parlamentarias no consiguió revalidar su escaño. Desde entonces se ha mantenido como un partido extraparlamentario, aunque han mejorado sus resultados en elecciones presidenciales, llegando al segundo lugar en las elecciones presidenciales de 2015 con un 4,5% de los votos.
El Partido Socialdemócrata Bielorruso pertenece a la comunidad de partidos asociados con la Internacional Socialista. El BSDP se centra en la ideología socialdemócrata de Europa occidental y cuenta con el apoyo de varios partidos socialdemócratas de Europa occidental. Promueve no solo la entrada de Bielorrusia en la Unión Europea y la OTAN, sino que también promueve la adhesión de Rusia, Ucrania y Moldavia.
En 2011, Irina Veshtard fue elegida como la nueva presidenta del partido.
El 20 de septiembre de 2023, el partido fue prohibido por la Corte Suprema de Bielorrusia.